# Compañía de gestión de destinos
Una compañía de gestión de destinos (en inglés Destination Management Company o DMC) es una empresa de servicios profesionales que posee conocimiento amplio sobre una o varias localidades y sus recursos turísticos. Se especializa “tanto en el diseño como en la realización de eventos, recorridos, circuitos y toda clase de actividades de gran demanda en segmentos y/o nichos de mercado” para empresas u organizaciones que no cuentan con estructura local.
Los servicios que ofrece una compañía de gestión de destinos pueden ser transporte, logística, alojamiento, cáterin, excursiones, conferencias, eventos temáticos, cenas de gala, encuentros o reuniones, así como asistir en eventuales dificultades con la diferencia de idiomas. Al actuar como consorcios de compra, las DMC pueden proveer tarifas preferenciales, basadas en el poder de compra con sus proveedores. Existen además organizaciones o redes internacionales como ADMEI o DMC Global Partners donde se unen varias DMC para brindar servicios a nivel global.
Otros servicios que puede brindar una DMC son:
- Recepción en aeropuertos o estaciones de autobús.
- Recorridos gastronómicos.
- Fiestas temáticas (tradicionales o modernas).
- Excursiones y actividades típicas de la zona.
- Proyectos de trabajo en equipo y colaborativo.
- Regalos para los grupos de trabajo.
- Decoración para eventos.
- Espectáculos de entretenimiento.
- Sugerencias y apoyo para el alojamiento.
- Diseño gráfico y señalización para eventos.
- Recomendaciones de agentes aduanales.
- Renta de equipos de audio y video.

## Diferencias con empresas similares
Mientras que el término DMC está siendo usado ampliamente para identificar un servicio profesional de viajes de comercio o negocios, lo que se brinda en realidad es la  combinación de recursos, servicios y productos ya disponibles en el mercado de un destino en particular. La gestión de esos recursos (y no los recursos en sí) son lo que ofrece una empresa de DMC.
En este sentido, las compañías DMC pueden ser distinguidas de otras empresas afines como:
- Agencia de turismo: una compañía que ofrece productos de viaje tales como boletos de avión, reservas de hoteles, cruceros y excursiones ofrecidas por operadores de turismo.
- Operador de Turismo: Una compañía que amalgama productos de viajes para ofrecer excursiones e itinerarios.
- Buró de convenciones: una agencia que gestiona conferencias y convenciones.